# انجیر رنگ‌پریده
انجیر رنگ‌پریده (نام علمی: Ficus pallida) نام یک گونه از سرده انجیر است.